# Localització-assignació
Localització-assignació (en anglès location-allocation) és un problema d'optimització doble que consisteix en primer trobar les localitzacions òptimes d'una sèrie de centres de distribució i després distribuir (o assignar) la demanda a aquests centres de distribució de forma òptima. El problema va ser plantejat inicialment el 1909 per Alfred Weber. El problema que A. Weber va plantejar i solucionar va ser la localització d'un sol centre de distribució per tal de minimitzar la distància total entre ell i la demanda. No obstant, es considera el pare d'aquest problema Leon Cooper, que va ser qui va plantejar i solucionar el problema de localització-assignació amb més d'un centre de distribució.
El terme també es refereix als algorismes utilitzats per resoldre aquest problema. Al llarg dels anys s'han anat millorant els algorismes per resoldre aquest problema, però el problema és un problema combinatori i, per tant, la viabilitat dels algorismes depèn de la dimensió del problema (la quantitat de centres de distribució i punts de demanda). En problemes molt complexos s'ha proposat l'ús d'algorismes meta-heurístics que sacrifiquen la capacitat per trobar la solució òptima a canvi de trobar una bona solució en un temps viable determinat per l'usuari. Tot i aquests algorismes, hi ha casos en què la gran quantitat de centres de distribució i punts de demanda és tan gran que per solucionar el problema es proposa la divisió del problema en subproblemes a utilitzant algorismes de clustering, fet que millora la solució final trobada (tot i no ser òptima) respecte dels mètodes metaheurístics.